# 광주광역시의 중학교 목록
다음 목록은 광주광역시에 있는 중학교 목록이다.

## 가
각화중학교 · 
고려중학교 · 
고실중학교 · 
광덕중학교 · 
광산중학교 · 
광주경신중학교 · 
광주동명중학교 · 
광주동성여자중학교 · 
광주동성중학교 · 
광주동신여자중학교 · 
광주동신중학교 · 
광주무진중학교 · 
광주북성중학교 · 
광주서광중학교 · 
광주서석중학교 · 
광주송원중학교 · 
광주수피아여자중학교 · 
광주숭일중학교 · 
광주예술중학교 · 
광주중학교 · 
광주진흥중학교 · 
광주체육중학교 · 
광주충장중학교 · 
광주화정중학교 · 
광주효광중학교 · 
금구중학교 · 
금당중학교 · 
금호중앙중학교 · 
금호중학교

## 다
대성여자중학교 · 
대자중학교 · 
대촌중학교 · 
동아여자중학교 · 
두암중학교

## 마
무등중학교 · 
문산중학교 · 
문성중학교 · 
문화중학교 · 
문흥중학교

## 바
봉산중학교 · 
봉선중학교

## 사
산정중학교 · 
살레시오여자중학교 · 
살레시오중학교 · 
상무중학교 · 
상일중학교 · 
서강중학교 · 
선운중학교 · 
성덕중학교 · 
송광중학교 · 
송정중학교 · 
수완중학교 · 
수완하나중학교 · 
숭의중학교 · 
신가중학교 · 
신광중학교 · 
신용중학교 · 
신창중학교

## 아
양산중학교 · 
영천중학교 · 
용두중학교 · 
용봉중학교 · 
우산중학교 · 
운남중학교 · 
운리중학교 · 
운림중학교 · 
운암중학교 · 
월계중학교 · 
월곡중학교 · 
월봉중학교 · 
유덕중학교 · 
일곡중학교 · 
일동중학교 · 
일신중학교 · 
임곡중학교

## 자
장덕중학교 · 
전남대학교 사범대학 부설중학교 · 
전남중학교 · 
정광중학교 · 
조선대학교 부속중학교 · 
조선대학교 여자중학교 · 
주월중학교 · 
지산중학교 · 
진남중학교

## 차
천곡중학교 · 
첨단중학교 · 
치평중학교

## 파
평동중학교 · 
풍암중학교

## 하
하남중학교 · 
효천중학교